# Sébastien Cornu
Sébastien Cornu (n. 6 ianuarie 1804, Commune-Affranchie, Prima Republică Franceză – d. 23 octombrie 1870, Longpont⁠(d), Seine-et-Oise, Franța) a fost un pictor francez cunoscut mai ales ca pictor de capele și biserici. Studiile și le-a început sub îndrumarea lui Fleury François Richard și Jean-Claude Bonnefond la Școala Națională de Belle Arte din Lyon, după care a plecat la Paris unde a intrat la cursurile de pictură organizate în atelierul lui Jean Auguste Dominique Ingres. A plecat să studieze în Italia, unde s-a căsătorit cu Hortense Albertine Lacroix în anul 1833. După întoarcerea în Franța, prin intermediul soției sale a pătruns în anturajul privat al lui Napoleon al III-lea, fapt care i-a asigurat o evoluție a carierei sale de artist.

## Biografie

### Formarea
Sébastien Cornu s-a născut la Lyon într-o familie obișnuită, fără ca nimic să anunțe parcursul său în domeniul artelor plastice. La vârsta de doisprezece ani a intrat la Școala Națională de Belle Arte din Lyon și s-a format în atelierul lui Fleury François Richard (1777-1852), un precursor al stilului trubadur în pictură, împreună cu prietenul său Pierre Révoil. Fleury François Richard a fost elevul lui Jacques-Louis David, liderul mișcării neoclasice. Sébastien Cornu s-a perfecționat în arta picturii sub îndrumarea lui Hippolyte Flandrin și Charles Gleyre, prin atelierele cărora a trecut adesea. În anul 1820, a câștigat premiul întâi pentru pictura intitulată Faune antique jouant de la flûte (Faun antic cântând la fluier). Formarea sa artistică a continuat în atelierul lui Jean-Claude Bonnefond (1796-1860) unde a devenit șef de promoție în anul 1823, an în care a plecat în Italia.
Chemarea Parisului nu a întârziat să se manifeste și în anul 1826, Cornu a revenit în capitala Franței unde a intrat ca elev în atelierul lui Ingres. Cu această ocazie, el a trecut prin toate fazele uzuale ale învățământului artistic: copii după gravuri, desen după modele din ipsos, perspectivă, pictură după model uman și, în final, a obținut dreptul de a fi recunoscut ca fiind pictor cu studii. În anul 1828, Ingres i-a sugerat să plece în Italia și să studieze pe maeștrii Renașterii italiene. Ca urmare, Sébastien Cornu împreună cu Charles Gleyre au plecat pe jos la Roma.  Perioada 1829 - 1835, cât a stat în Italia, a fost dificilă din punct de financiar, chiar dacă a avut un ajutor bănesc din partea lui Bonnefond.
La Roma, Cornu a cunoscut-o pe Hortense Albertine Lacroix care s-a născut la Paris în 08 august 1809, la Palais Cerutti. Părinții ei erau în serviciul familiei regale. Mama ei, Désirée Fravreux, era menajera Reginei Hortense de Beauharnais, mama prințului Louis-Napoléon (viitorul Napoleon al III-lea al Franței), și tatăl, Martin Lacroix, era majordomul reginei. Hortense era cu un an mai mică decât Louis-Napoléon și fina reginei Hortense, fiind crescută și educată la palatul Arenberg împreună cu viitorul împărat. Cornu s-a căsătorit cu Hortense Albertine Lacroix în anul 1833 și astfel cariera sa a avut o evoluție fulminantă. Cei doi tineri căsătoriți au părăsit în anul 1835 Roma și au plecat pentru un an în Turcia și mai apoi în Grecia. Anul 1836 îi va găsi reveniți la Paris.

### Viața și cariera artistică
La întoarcerea sa la Paris, Cornu a beneficiat de avanajetele pe care instaurarea Monarhiei din Iulie i le-a adus. Astfel, din anul 1837 el a primit o mulțime de comenzi, precum și primul proiect important al carierei sale, realizarea picturilor Bisericii Saint Louis d'Antin. Ludovic Filip, Conte de Paris - regele Franței, i-a comandat pictura Prise d'Ascalon par Baudoin III en 1153 pentru Sala Cruciadelor de la Versailles. Între anii 1837 și 1848 a expus în mod regulat la Salonul Oficial.

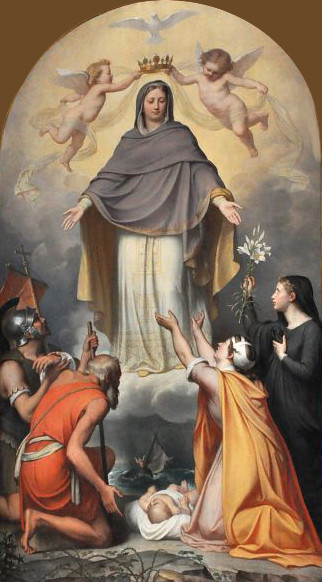
La Vierge consolatrice

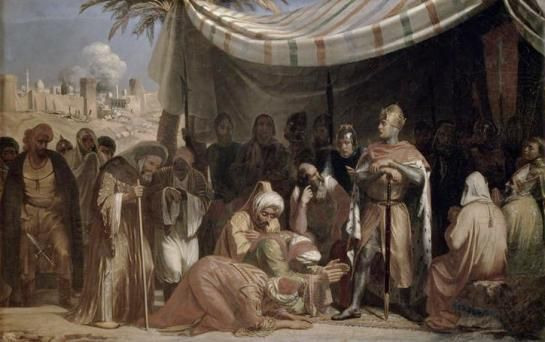
Prise d'Ascalon... din Sala Cruciadelor de la Versailles

Soția sa făcând parte din apropiații lui Napoleon al III-lea înlesnea primirea de către Cornu a numeroase comenzi oficiale. Cu toate acestea, Cornu nu accepta orice comandă care nu era demnă de un artist și respingea postura sa de curtean. El a participat la realizarea mai multor proiecte de decorare a numeroase biserici: Saint Louis d'Antin (1841), St. Merry (1850), Sf. Severin (1857), Sf. Roch (1859) și Saint Germain des Prés după decesul lui Hyppolite Flandrin (1864), capela Palatului Elysée (decorațiile fiind acum dezmembrate, o parte din ele se regăsesc la Luvru).
În anul 1849, Louis Napoleon a decis să restaureze biserica Saint-Leu-Saint-Gilles Saint-Leu-la-Forêt, unde Louis Bonaparte a ales să fie îngropat alături de cei doi fii ai săi: Napoleon Charles Bonaparte și Napoleon Louis Bonaparte. El a încredințat lucrarea arhitectului Joseph-Eugène Lacroix. Sébastien Cornu a făcut patru tablouri din lavă emailate pentru a decora fațada și poarta laterală. Biserica a fost sfințită în ziua de 31 octombrie 1851, prezent la ceremonie fiind și  Louis Napoleon. În absida bisericii a fost amplasat mormântul lui Louis Bonaparte și a fiilor săi. Monumentul funerar a fost executat de sculptorul Louis Petitot. Sébastien Cornu zugrăvit pe pereți fresca ilustrând patru îngeri înfrânți de St. Louis, St. Charles și St. Napoleon pe un fond încrustat cu aur.
În 1853, Cornu a colaborat cu Ingres și alți studenți de-ai lui la realizarea lucrării de pe tavanul Primăriei Parisului (l’Hôtel de Ville de Paris) intitulată Apoteoza lui Napoleon. Din păcate ea a dispărut în incendiul din mai 1871. De asemenea, artistul a pictat numeroase portrete ale celebrităților epocii: Alexandre Dumas, Gustave Flaubert, George Sand. Între timp, Sébastien Cornu a devenit Ofițer al Legiunii de Onoare în anul 1859.
Împreună cu Jean-Léon Gerome, el a realizat picturi pentru a decora casa lui Napoléon Joseph Charles Paul Bonaparte construită de arhitectul Alfred-Nicolas Normand în perioada 1856-1858: "Prométhée modelant le premier homme" și "Massacre des Niobides".
În anul 1861, Napoleon al III-lea l-a trimis la Roma împreună cu Léon Rénier să negocieze achiziționarea colecției marchizului Giampietro Campana și l-a numit în anul următor ca administrator al Muzeului din Campana a celui care a fost pentru scurt timp Muzeul Napoleon al III-lea. Acest scurt episod din viața lui Cornu a determinat o dezbatere publică în acea vreme. Desigur că, în spatele acestei acțiuni, scopul era ca această colecție să fie dusă la Muzeul Luvru sau contele Émilien de Nieuwerkerke să refuze exponatele după reamenajarea muzeului. Întreaga colecție a fost trimisă la Palatul Industriei (astăzi Grand Palais) care a primit titulatura de Muzeul de Napoleon al III-lea. Charles-Philippe de Chennevières-Pointel a acuzat-o pe Hortense Cornu că ar fi fost la originea acestui demers care „ a fost destinat să distragă atenția de la Luvru și să fie profitabil pentru Cornu și a câtorva prieteni de-ai săi, colecția fiind achiziționată pentru propria sa satisfacție și plătită foarte scump de împărat, și care a fost retrasă prin intermediul unui muzeu creat special." După un timp, muzeul a fost inchis și colecția a fost mutată la Luvru, probabil sub influența lui Nieuwerkerke și sprijinul Prințesei Mathilde Bonaparte. După anul 1870, colecția a fost dispersată.

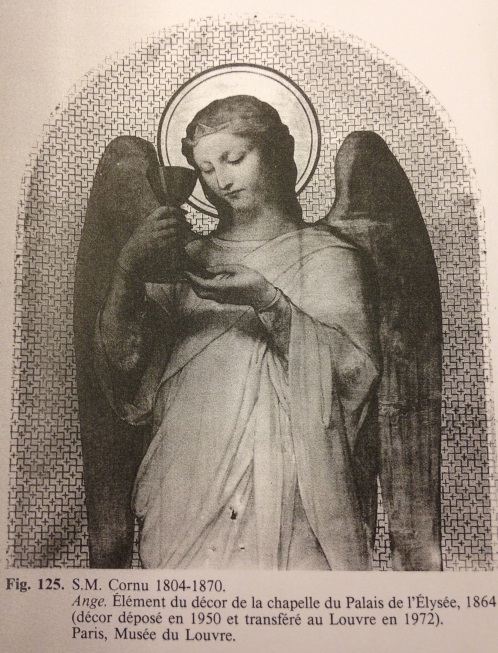
Elementul de decor din Capela Palatului Elysée (Décor depus în 1950 și transferat la Luvru 1972)
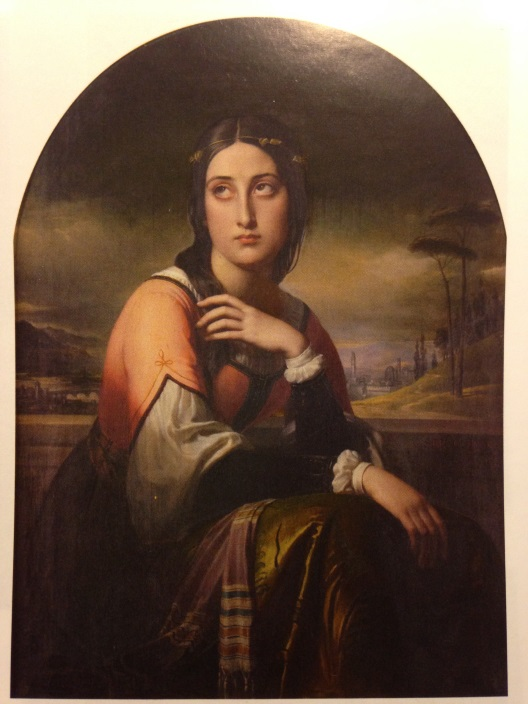
Femeie gânditoare tânără la Florența, pictură pe pânză, 1839
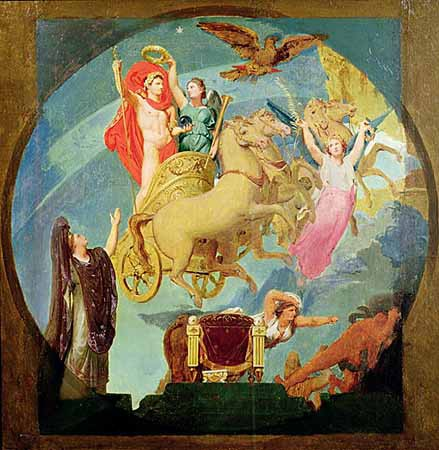
Apoteoza Napoleon, pânză monumentală, pentru tavanul salonului Împăratului la Primăria din Paris (schiță)
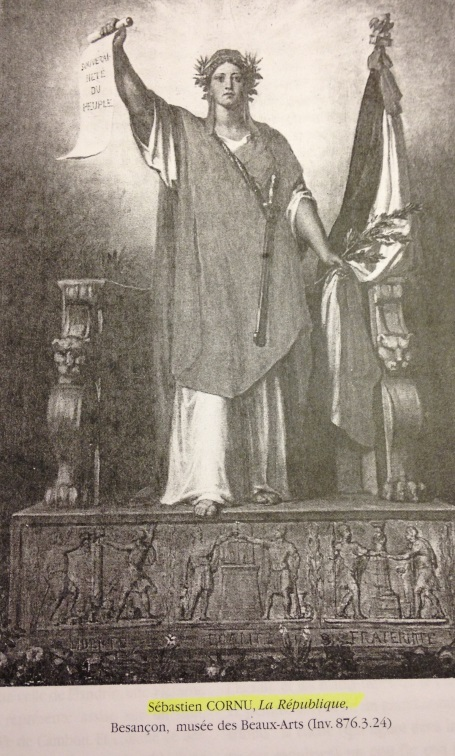
Desen pentru concursul Imaginea Republicii
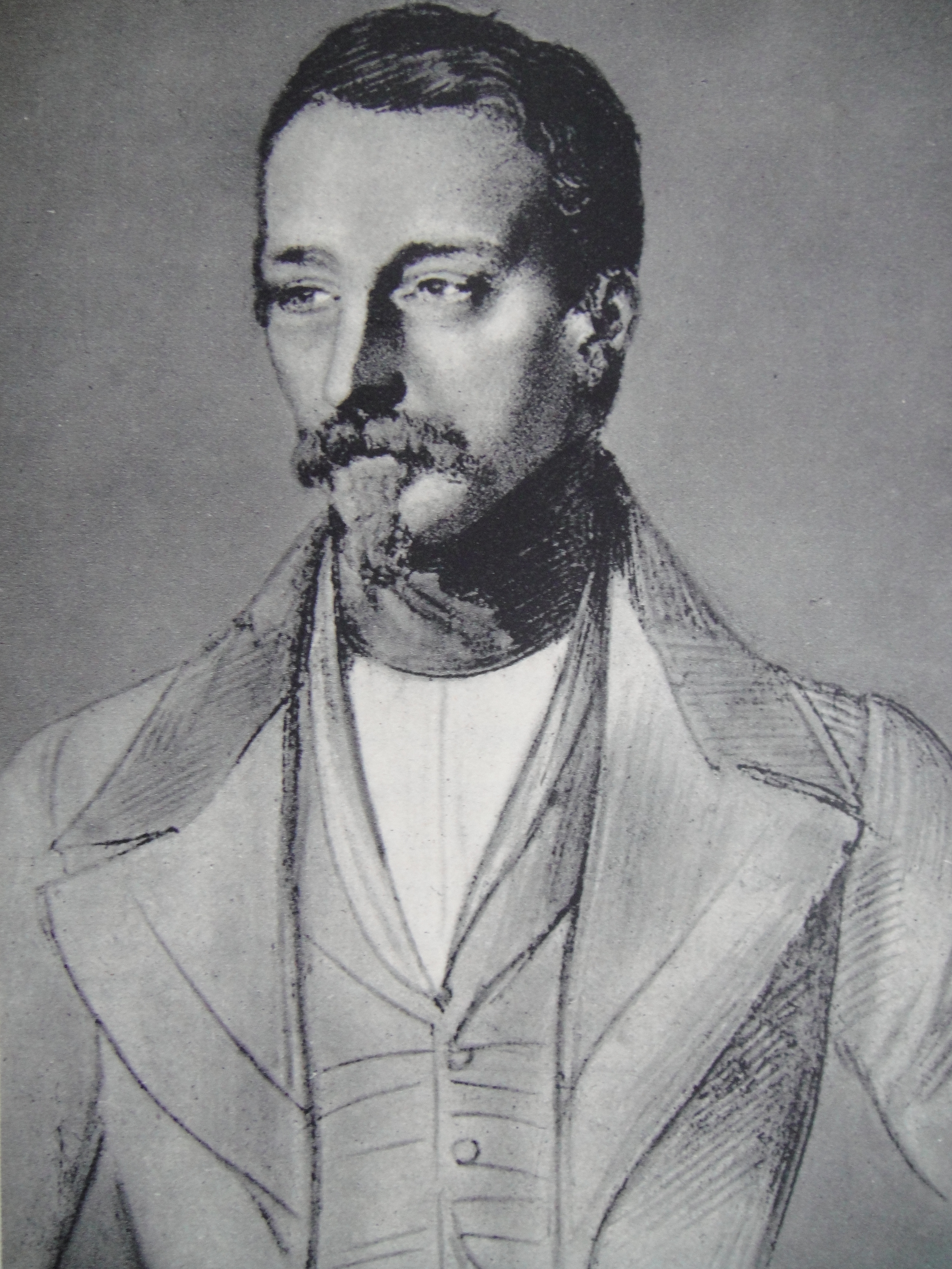
Portretul lui Louis Napoléon Bonaparte
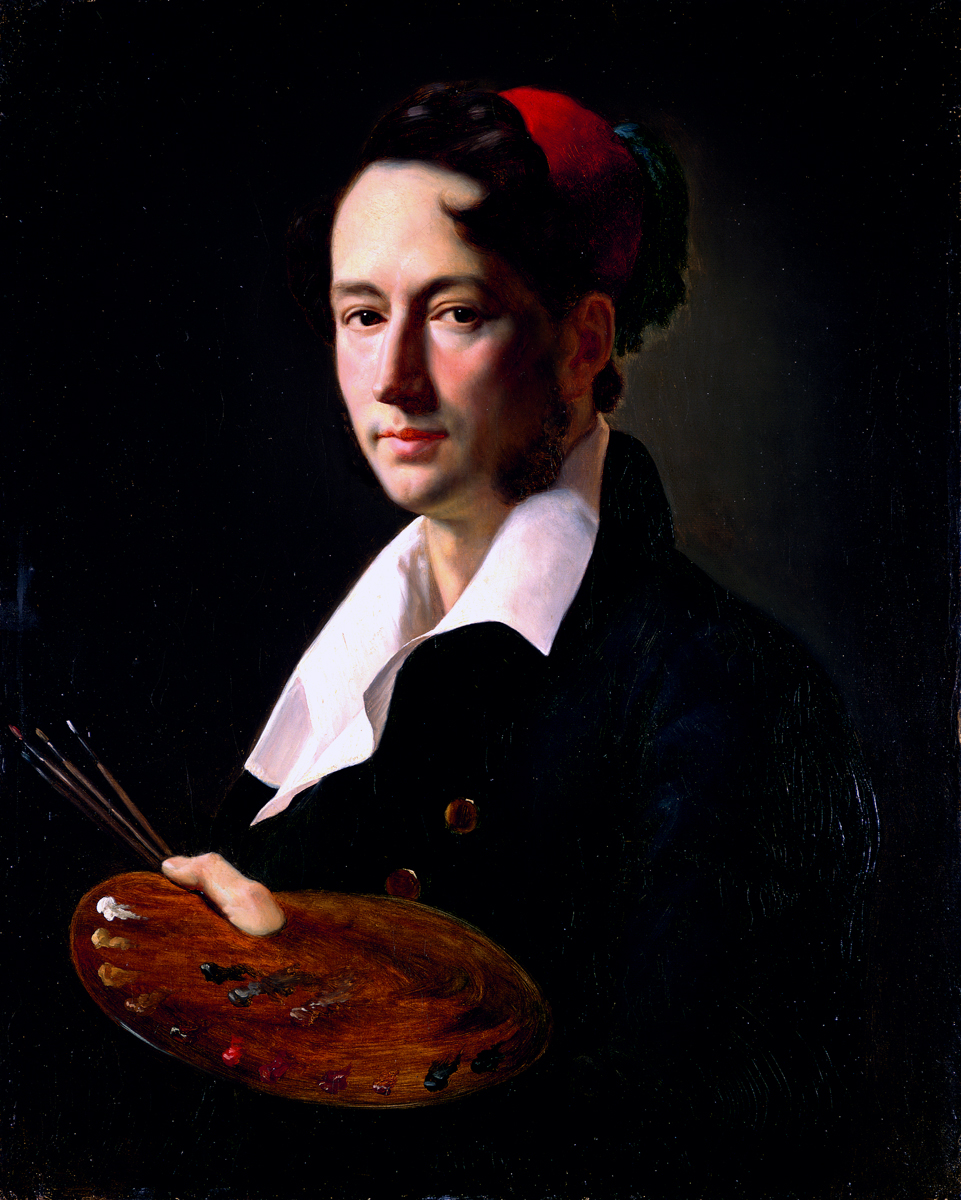
Portretul lui Claude Bonnefond
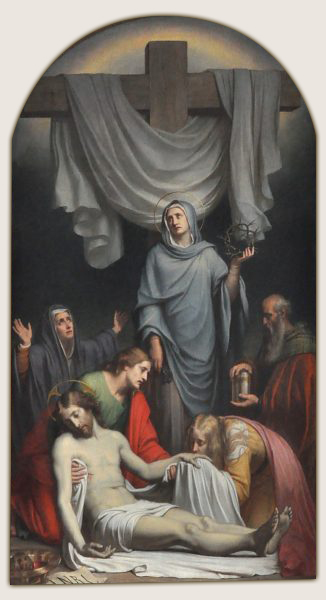
Luarea de pe cruce

La finalul carierei sale, Sébastien Cornu a răspuns la comenzile oficiale și s-a dedicat mai mult decorării de capele și biserici. Moartea sa a trecut neobservată în contextul desfășurării războiului franco-prusac.  A murit în ziua de 23 octombrie 1870 din cauze necunoscute. Lucrările sale de atelier au fost donate Muzeului de Arte Frumoase și Arheologie din Besançon prin codicilul din 16 mai 1875. Albertine Hortense a murit în același an în Longpont.